# Tirrena-Adriàtica 1987
La Tirrena-Adriàtica 1987 va ser la 22a edició de la Tirrena-Adriàtica. La cursa es va disputar en un pròleg inicial i sis etapes, entre el 12 i el 18 de març de 1987, amb un recorregut final de 935,6 km.
El vencedor de la cursa fou el danès Rolf Sorensen (Remac-Fanini), que s'imposà a l'italià Giuseppe Calcaterra (Atala) i el suís Toni Rominger (Supermercati Brianzoli), segon i tercer respectivament. Sorensen va basar la victòria final en la darrera etapa, la contrarellotge pels carrers de San Benedetto del Tronto, que guanyà.

## Etapes
| Etapa | Data       | Recorregut                            | Km    | Vencedor d'etapa       | Líder de la general  |
| ----- | ---------- | ------------------------------------- | ----- | ---------------------- | -------------------- |
| Pr.   | 12 de març | Latina - Latina (CRI)                 | 8,0   | Lech Piasecki (POL)    | Lech Piasecki (POL)  |
| 1a    | 13 de març | Ladispoli - Arpino                    | 213,0 | Teun van Vliet (NED)   | Teun van Vliet (NED) |
| 2a    | 14 de març | Arpino - Paglietta                    | 186,0 | Moreno Argentin (ITA)  | Teun van Vliet (NED) |
| 3a    | 15 de març | Paglietta - Porto Recanati            | 153,0 | Giuseppe Saronni (ITA) | Teun van Vliet (NED) |
| 4a    | 16 de març | Porto Recanati - Fermo                | 181,0 | Moreno Argentin (ITA)  | Teun van Vliet (NED) |
| 5a    | 17 de març | Grottamare - Montegiorno              | 180,0 | Sergio Finazzi (ITA)   | Teun van Vliet (NED) |
| 6a    | 18 de març | S.B del Tronto - S.B del Tronto (CRI) | 14,7  | Rolf Soerensen (DEN)   | Rolf Soerensen (DEN) |

## Classificació general
|    | Ciclista                  | Equip                  | Temps       |
| -- | ------------------------- | ---------------------- | ----------- |
| 1  | Rolf Soerensen (DEN)      | Remac-Fanini           | 25h 22' 21" |
| 2  | Giuseppe Calcaterra (ITA) | Atala                  | + 5"        |
| 3  | Toni Rominger (SUI)       | Supermercati Brianzoli | + 6"        |
| 4  | Teun van Vliet (NED)      | Panasonic              | + 13"       |
| 5  | Francesco Moser (ITA)     | Supermercati Brianzoli | + 22"       |
| 6  | Jesper Worre (DEN)        | Selca-Conti            | + 28"       |
| 7  | Guido Winterberg (SUI)    | Toshiba                | + 28"       |
| 8  | Franco Chioccioli (ITA)   | Gis Gelati             | + 31"       |
| 9  | Giuseppe Petito (ITA)     | Gis Gelati             | + 36"       |
| 10 | Daniele Caroli (ITA)      | Ecoflam-BFB            | + 49"       |